# Ossówka (gromada)
Ossówka – dawna gromada, czyli najmniejsza jednostka podziału terytorialnego Polskiej Rzeczypospolitej Ludowej w latach 1954–1972.
Gromady, z gromadzkimi radami narodowymi (GRN) jako organami władzy najniższego stopnia na wsi, funkcjonowały od reformy reorganizującej administrację wiejską przeprowadzonej jesienią 1954 do momentu ich zniesienia z dniem 1 stycznia 1973, tym samym wypierając organizację gminną w latach 1954–1972.
Gromadę Ossówka z siedzibą GRN w Ossówce utworzono – jako jedną z 8759 gromad na obszarze Polski – w powiecie aleksandrowskim w woj. bydgoskim, na mocy uchwały nr 24/1 WRN w Bydgoszczy z dnia 5 października 1954. W skład jednostki weszły obszary dotychczasowych gromad Ossówka, Turzynek, Kruszynek, Romanowo i Brudnowo ze zniesionej gminy Koneck, obszar dotychczasowej gromady Wiktoryn ze zniesionej gminy Bądkowo oraz obszar dotychczasowej gromady Konstantynowo ze zniesionej gminy Raciążek w tymże powiecie. Dla gromady ustalono 19 członków gromadzkiej rady narodowej.
Gromadę zniesiono 1 stycznia 1959, a jej obszar włączono do gromad Koneck (wsie Ossówka, Kruszynek, Kolonia Kruszynek i Romanowo), Raciążek (wsie Konstantynowo i Turzynek) i Niszczewy (wsie Brudnowo i Wiktoryn) w tymże powiecie.